# مجلس المراجعة الفنية للنفايات النووية
مجلس المراجعة الفنية للنفايات النووية تم تأسيس مجلس المراجعة الفنية الأمريكية للنفايات النووية في قانون تعديلات سياسة النفايات النووية لعام 1987 من أجل " تقييم الصلاحية التقنية والعلمية للأنشطة المتعلقة بإدارة الوقود النووي المستهلك والتخلص منه وتشمل:
- أنشطة توصيف الموقع.
- الأنشطة المتعلقة بتعبئة أو نقل النفايات المشعة عالية المستوى أو الوقود النووي المستهلك.

## نبذة
وفقًا للتاريخ التشريعي فإن الغرض من المجلس هو تقديم مشورة الخبراء المستقلين للكونجرس ووزير الطاقة حول المسائل الفنية والعلمية ومراجعة الصلاحية التقنية والعلمية لتنفيذ وزارة الطاقة الأمريكية من قانون سياسة النفايات النووية بصيغته المعدلة.
يتكون مجلس الإدارة من أحد عشر عضوًا يعملون بدوام جزئي ويعينهم الرئيس من قائمة المرشحين المقدمة من الأكاديمية الوطنية للعلوم. يجب أن يكون المرشحون إلى المجلس بارزين في مجال العلوم أو الهندسة ويتم اختيارهم فقط على أساس السجلات الثابتة للخدمة المتميزة. المجلس غير حزبي وغير سياسي. بموجب القانون، لا يجوز لأي مرشح لمجلس الإدارة أن يكون موظفًا في وزارة الطاقة أو في مختبر وطني بموجب عقد مع وزارة الطاقة أو في أي كيان بموجب عقد مع وزارة الطاقة.
يمنح مجلس المراجعة الفنية للنفايات النووية صلاحيات تحقيق كبيرة للمجلس: «يجوز للمجلس عقد مثل هذه الجلسات، والجلوس والتصرف في الأوقات والأماكن، وشهادة من هذا القبيل، وتلقي الأدلة التي يراها مناسبة.»
بناءً على طلب المجلس يتعين على وزارة الطاقة تقديم جميع المعلومات اللازمة للمجلس لإجراء المراجعة الفنية، بما في ذلك مسودات منتجات العمل.

## الموقع
يقع المقر الرئيسي لمجلس الإدارة في أرلينغتون بولاية فرجينيا.